# Заленче-Велике
Заленче-Велике (пол. Załęcze Wielkie) — село в Польщі, у гміні Понтнув Велюнського повіту Лодзинського воєводства.
Населення — 389 осіб (2011).
У 1975-1998 роках село належало до Серадзького воєводства.

## Демографія
Демографічна структура станом на 31 березня 2011 року:
|          | Загалом | Допрацездатний вік | Працездатний вік | Постпрацездатний вік |
| -------- | ------- | ------------------ | ---------------- | -------------------- |
| Чоловіки | 193     | 50                 | 123              | 20                   |
| Жінки    | 196     | 38                 | 109              | 49                   |
| Разом    | 389     | 88                 | 232              | 69                   |